# Эскуде, Игнасио
Игнасио Эскуде Торренте (исп. Ignacio Escudé Torrente; кат. Ignasi Escudé i Torrente; род. 9 января 1964, Тарраса, Каталония) — испанский хоккеист на траве, полевой игрок. Участник летних Олимпийских игр 1984, 1988 и 1992 годов.

## Биография
Игнасио Эскуде родился 9 января 1964 года в испанском городе Тарраса.
Играл в хоккей на траве за «Атлетик» из Таррасы.
В 1984 году вошёл в состав сборной Испании по хоккею на траве на летних Олимпийских играх в Лос-Анджелесе, занявшей 8-е место. Играл в поле, провёл 2 матча, мячей не забивал.
В 1986 году участвовал в чемпионате мира в Лондоне, где испанцы заняли 5-е место. Забил 1 мяч.
В 1988 году вошёл в состав сборной Испании по хоккею на траве на летних Олимпийских играх в Сеуле, занявшей 9-е место. Играл в поле, провёл 7 матчей, забил 4 мяча (по одному в ворота сборных Нидерландов, Кении, Канады и Южной Кореи).
В 1990 году участвовал в чемпионате мира в Лахоре, где испанцы заняли 8-е место. Забил 9 мячей, став лучшим снайпером турнира вместе с Флорисом Яном Бовеландером из Нидерландов.
В 1992 году вошёл в состав сборной Испании по хоккею на траве на летних Олимпийских играх в Барселоне, занявшей 5-е место. Играл в поле, провёл 7 матчей, забил 5 мячей (три в ворота Объединённой команды, по одному — Новой Зеландии и Малайзии).

## Семья
Старший брат — Хайме Эскуде (род. 1962), испанский хоккеист на траве. Участник летних Олимпийских игр 1988 года.
Младший брат — Хавьер Эскуде (род. 1966), испанский хоккеист на траве. Серебряный призёр летних Олимпийских игр 1996 года, участник летних Олимпийских игр 1988 и 1992 годов.
Племянник — Санти Фреша (род. 1983), испанский хоккеист на траве. Серебряный призёр летних Олимпийских игр 2008 года, участник летних Олимпийских игр 2004 и 2012 годов.